# Ропуха нічна
Ропуха нічна (Nectophryne afra) — вид земноводних з роду Nectophryne родини Ропухові.

## Опис
Загальна довжина досягає 3 см. Голова й тулуб витягнуті. Очі середнього розміру. Має на пальцях диски для прилипання, що дозволяють їй легко пересуватися по листю дерев і навіть по вертикальних скляним поверхням. ця ропуха також майстерний стрибун. Забарвлення складається темно-й світло-коричневих плям, з боків присутні рожеві білі або бежеві плями.

## Спосіб життя
Полюбляє тропічні та субтропічні низинні ліси. Майже усе життя проводить на деревах. Лише під час розмноження спускається на землю. Уникає сонця, але при достатній вологості може потраплятися і вдень. Живиться дрібними безхребетними, перш за все мурахами та комахами.
Самиця відкладає яйця у невеличкі водойми. В подальшому за ікру та пуголовок піклується самець.

## Розповсюдження
Мешкає в районах від Нігерії до Демократичної Республіки Конго.